# Perm kraj
Perm kraj är ett kraj i centrala Ryssland med en yta på 193 500 km² och cirka 2,7 miljoner invånare, inklusive Komi-Permjakien. Huvudort är Perm. Andra stora städer är Berezniki, Solikamsk och Tjajkovskij. Perm kraj skapades den 1 december 2005.